# يغيت جوكوجلان
يغيت إسماعيل جوكوجلان (5 يونيو 1989) هو لاعب كرة قدم تركي محترف يلعب كجناح في صفوف نادي برجاما. ويلعب لمنتخب تركيا في فئات تحت 19 عاماً، وتحت 20 عاماً، وتحت 21 عاماً.

## روابط خارجية
- يغيت جوكوجلان على موقع الاتحاد الأوربي (الإنجليزية)
- يغيت جوكوجلان على موقع اتحاد تركيا (لاعب) (الإنجليزية)
- يغيت جوكوجلان على موقع Soccerway.com (الإنجليزية)
- يغيت جوكوجلان على موقع عالم كرة القدم.نت (الإنجليزية)
- يغيت جوكوجلان على موقع AS.com (الإسبانية)